# Test de féminité
Un test de féminité (ou contrôle de genre) est un examen médical pratiqué lors des compétitions sportives pour autoriser une sportive professionnelle à concourir dans la catégorie des femmes.
Introduits dans les années 1930, ces tests ont été initialement basés sur des examens gynécologiques, puis chromosomiques à partir de 1968, et hormonaux à partir de 2009. C'est aujourd'hui un seuil de concentration sanguine en testostérone qui est considéré comme critère de détermination du « sexe » des athlètes par plusieurs fédérations sportives et le CIO, alors que ce critère n'est pas plus pertinent que les précédents (la bicatégorisation du sexe biologique ne résiste pas à l'évidence scientifique), que rien ne prouve que la concentration de cette hormone détermine la performance d'un sportif, et qu'on ne reproche jamais aux athlètes masculins de haut niveau d'avoir des caractéristiques naturelles hors norme.

## Histoire
Quelques tests sont introduits dans les années 1930, notamment sous la forme de « parades nues », un examen visuel,.
Les tests de féminité deviennent ensuite un moyen de lutte contre le dopage et l'usurpation de genre, dans laquelle des hommes s'inscrivent à des compétitions normalement réservées aux femmes. Dans un contexte politique d'opposition entre l'Est et l'Ouest, l'équipe des États-Unis affirme que des athlètes féminines originaires d'Union soviétique et d'Europe de l'Est ne sont pas assez féminines et pourraient être des hommes déguisés, ce qui expliquerait leurs performances aux Jeux olympiques de Melbourne en 1956,,.

### Examens gynécologiques
Selon le médecin du sport Jean-Pierre de Mondenard, en 1964, « lors des Jeux de Tokyo, 26,7 % des athlètes médaillées d'or n'étaient pas des femmes authentiques », c'est-à-dire qu'elles prennent de la testostérone. La même année, le Comité international olympique crée la Commission médicale du comité international olympique, qui vise à mener les tests anti-dopage et les tests de féminité.
Les tests de féminité sont mis en place en 1966 au championnat d'Europe d'athlétisme,,. Les examens olympiques sont alors morphologiques et gynécologiques et combinés à des tests de force : la puissance musculaire des femmes doit rester inférieure à celle des hommes.  Ces « contrôles de sexe » sont effectués après tirage au sort. Les accusations de dopage médical sont peu courantes à l'époque. Les sœurs soviétiques Tamara et Irina Press refusent de se soumettre à un test et prennent leur retraite sportive lorsqu'elles sont visées par des accusations après avoir obtenu cinq médailles d'or olympiques,. Les cas de triche sont rarissimes, mais on observe plus d'une dizaine de cas où des athlètes intersexes sont exclues.

### Tests génétiques
En 1968, lors des Jeux olympiques d'été de 1968, ces tests sont remplacés par des tests génétiques,, considérés comme plus scientifiques et moins humiliants. Une femme est considérée apte à concourir si elle possède une paire de chromosomes XX. Le monde du sport découvre alors les multiples dimensions du sexe biologique, et la difficulté de la catégorisation binaire : certaines femmes peuvent avoir un chromosome Y et une insensibilité aux androgènes qui rend leur organisme insensible aux quantités élevées de testostérone qu'elles produisent. Membre de l'équipe équestre du Royaume-Uni, la princesse Anne est la seule compétitrice à ne pas devoir se soumettre au test de féminité lors des Jeux olympiques d'été de 1976 à Montréal,.
En 1980, Stanisława Walasiewicz, athlète de course à pied polonaise et championne olympique en 1932, est reconnue comme étant de sexe masculin après sa mort, lors de l'autopsie où il apparaît qu'elle possédait un pénis et des testicules atrophiées. Il s'avère qu'elle est intersexe, possédant deux chromosomes X et un chromosome Y. Un journal local exige l'annulation de ses médailles, sans résultat.
Lors des Jeux mondiaux universitaires de 1985, Maria José Martínez-Patiño est déclarée inéligible pour les Jeux olympiques d'été de Séoul en raison de la présence d'un chromosome Y. Or, son insensibilité aux androgènes lui a donné un corps féminin. Elle-même n'a aucune idée de son chromosome Y jusqu'à ce test de féminité. Elle refuse alors la proposition des organisateurs de faire semblant d'être blessée pour disparaître sans controverse et passe de nombreux tests médicaux qui prouvent sa féminité. Elle est réhabilitée en 1988 et s'investit au sein du Comité international olympique pour la protection des sportives intersexe. Elle se bat notamment pour remplacer les tests chromosomiques par des tests de testostérone, considérés comme plus corrélés avec un avantage physique.
Dans les années 1990, les tests, nommés « tests de féminité » ou « contrôles de sexe » jusque-là, sont de plus en plus souvent nommés « contrôles de genre ». En 1996, huit athlètes échouent aux tests lors des Jeux olympiques d'Atlanta, mais elles sont toutes disculpées par des examens physiques plus poussés. Le test est vivement critiqué pour être à la fois dégradant et inefficace par des féministes, des athlètes, des généticiens, des éthiciens et certains gouvernements.
En 1996, une résolution est passée à la Conférence mondiale du CIO sur les femmes et la santé et aboutit par une abolition des tests à partir de 1999. Cependant, la résolution conserve une clause autorisant les tests en cas de « doute visuel » sur des femmes « suspectes ». Les tests de féminité, bien que n'étant plus systématiques, restent pratiqués à chaque olympiade suivante, sous la forme de tests du niveau de testostérone.
En 2006, Santhi Soundarajan (en) (née en 1981), athlète de course à pied indienne, échoue au test de genre le 9 décembre 2006 à Doha lors du 800 m des Jeux asiatiques. Elle se voit retirer la médaille d'argent obtenue et est exclue des compétitions. L'année suivante, elle fait une tentative de suicide.

### Tests hormonaux
En 2009, après avoir remporté les championnats du monde d'athlétisme, Caster Semenya est considérée comme suspecte. Elle subit dix mois d'examens pour déterminer son identité sexuelle. La conclusion est qu'elle est bien une femme présentant une hyperandrogénie, c'est-à-dire qu'elle produit une quantité élevée de testostérone.
Les fédérations internationales d’athlétisme et de football créent alors un règlement (qui sera adopté par le Comité international olympique en 2012) selon lequel le sang des femmes qui souhaitent concourir dans la catégorie femmes doit contenir moins de 10 nanomoles de testostérone par litre de sang, quitte à ce qu'elles se soumettent à un traitement médical (dont les effets secondaires sont très sérieux) pour baisser ce niveau de testostérone,.
En 2011, la Fédération internationale de football association propose une procédure de « vérification du sexe ». Dans ce cadre, à la demande d'une équipe adverse ou d'un médecin assermenté, toute joueuse de football peut être examinée pendant un tournoi, à condition de fournir des motifs et preuves écrites du choix du demandeur et que la demande soit acceptée par le médecin en chef de la compétition. Le test est réalisé par un expert indépendant ou par un gynécologue, un endocrinologue et un généticien.
En 2014, la sprinteuse indienne Dutee Chand est suspendue pendant sa préparation aux Jeux du Commonwealth de 2014. Elle fait appel au Tribunal arbitral du sport, qui demande à la Fédération internationale d’athlétisme de démontrer le lien entre taux de testostérone et performance sportive,, et obtient l'annulation de sa propre suspension ainsi que celle du règlement dans son ensemble. Chand et Semenya sont donc toutes les deux autorisées à participer aux Jeux olympiques d'été de 2016.
Selon les recommandations du Comité international olympique édictées en janvier 2016, pour pouvoir participer aux épreuves en catégorie féminine, les athlètes transgenres assignées hommes à la naissance doivent prouver un taux de testostérone inférieur à un certain seuil un an avant la compétition.
En 2018, World Athletics impose un nouveau seuil à cinq nanomoles de testostérone naturelles pour le demi-fond, ce qui conduit à une nouvelle suspension de Semenya. Cette dernière refuse de prendre un traitement faisant artificiellement baisser son taux de testostérone et porte plainte en appel auprès du Tribunal arbitral du sport (TAS) puis auprès de la Cour européenne des droits de l'homme, lorsque le TAS statue que le nouveau règlement est discriminatoire mais que les droits humains ne relèvent pas de son mandat.
En 2019, 25 athlètes françaises adressent une lettre ouverte à Sebastian Coe, à Thomas Bach et aux ministres de la santé et des sports du monde entier pour exiger que les athlètes hyperandrogènes aient le droit de participer aux compétitions. Elles sont soutenues par Roxana Maracineanu.
Début 2020, le CIO confirme ses recommandations, ce qui exclut des sportives hyperandrogènes comme Caster Semenya des Jeux olympiques de Tokyo. La persistance du test est condamnée par le Haut Commissariat des Nations unies pour les réfugiés, qui recommande l'abrogation immédiate de la règlementation, Human Rights Watch qui soutient Semenya dans son procès et l'Association médicale mondiale, qui recommande aux médecins de ne pas respecter le règlement car il viole l'éthique médicale.
En 2021, le CIO publie une nouvelle charte qui décourage les tests de testostérone. Il indique cependant que la charte est une recommandation et que chaque fédération peut choisir, ou non, de la respecter.

## Critiques

### Dignité des sportives
Les tests génétiques peuvent potentiellement fournir des résultats imprécis, et stigmatisent des femmes ayant des troubles du développement sexuel, ce qui peut mener à de graves atteintes à leur dignité. En effet, leur « échec » au test finit le plus souvent par être rendu public.

### Imprécision
Les tests sont complexes et chers, et échouent à détecter les hommes qui ont deux chromosomes X.  La vérification morphologique est critiquée parce qu'elle exclut injustement des femmes souffrant, entre autres, d'un syndrome d'insensibilité aux androgènes.
L'endocrinologue Peter Sonksen mène une étude sur 650 olympiens et découvre que 5% des femmes ont un taux de testostérone considéré comme masculin par les règles du CIO, pour 6% des hommes ayant un taux de testostérone considéré comme féminin.

### Effet de la testostérone
Au cours des années 2020, des études montrent que la testostérone n'est pas forcément un facteur essentiel de la performance sportive. L'insensibilité de l'organisme aux androgènes est surreprésentée chez les sportives de haut niveau, mais l'hyperandrogénie aussi. Les hommes sportifs de haut niveau comptent pour 16,5% d'entre eux un taux de testostérone sous la moyenne masculine. La testostérone endogène, produite en continu par le corps, ne suffit donc pas à décider des capacités physiques, contrairement à la testostérone exogène utilisée comme produit dopant.
Quand le Tribunal arbitral du sport demande à la fédération internationale d'athlétisme de fournir une preuve scientifique de l'avantage des sportives sous testostérones, la fédération publie une étude montrant un gain de performance d'entre 1,8% et 4,5% chez les athlètes féminines ayant les taux les plus élevés par rapport à celles ayant les taux les plus bas, dans cinq disciplines. Or, cette étude inclut des athlètes condamnées pour dopage et un tiers des données sont considérées comme faussées. World Athletics maintient néanmoins son seuil.

### Sexisme
Les tests de féminité sont accusés de venir avant tout d'une volonté de conserver une infériorité « naturelle » des femmes par rapport aux sportifs hommes, éliminant les plus performantes. Il n'y a en effet pas de « tests de masculinité », seul le sport féminin étant surveillé.
Les sportives transgenres ayant réussi les tests de féminité peuvent quand même être bannies de la compétition en cas de puberté tardive.

### Racisme
Caster Semenya produit des preuves que les tests de féminité ont poussé de nombreuses femmes à abandonner leur sport et leur carrière, leur a fait subir des campagnes de dénigrement, et dans certains cas les ont forcées à subir des interventions médicales, y compris chirurgicales. Elle montre que la plupart des athlètes concernées viennent du Sud global. Le Tribunal arbitral du sport statue que le règlement de World Athletics est en effet discriminatoire et basé sur des stéréotypes raciaux ou de genre, ce que la fédération nie dans un communiqué de presse.

## Alternative
L'alternative principale aux tests de féminité est l'auto-identification du sexe. La non-mixité dans le sport est également remise en cause par certains critiques qui proposent de les remplacer par des catégories de poids, de taille, ou d'autres critères morphologiques, voire d'abolir simplement les catégories.

## Athlètes ayant échoué au test de féminité
- Zdena Koubková (1913-1986), athlète de course à pied tchécoslovaque.
- Dora Ratjen (1918-2008), athlète de saut en hauteur allemande
- Ewa Kłobukowska (née en 1946), championne polonaise du 100 m ; avec l'avancée des connaissances scientifiques, elle sera en mesure de prouver qu'elle ne s'est pas dopée à la testostérone mais souffrait d'un trouble du développement sexuel.
- Erik Schinegger (né en 1948), skieur autrichien, aux Jeux olympiques d'hiver de 1968 de Grenoble en 1968
- Imane Khelif (née en 1999), boxeuse algérienne, qui atteint la finale des moins de 66 kg aux Championnats du monde féminins de boxe amateur 2023, est finalement disqualifiée, avant de décrocher la médaille d'or aux Jeux olympiques d'été de 2024, en 2024.
- Caster Semenya (née en 1991), exclue ou acceptée aux compétitions selon les règles en vigueur, notamment le taux de testostérone.

### Vidéographie
- Anaïs Bohuon, vidéo en ligne, J.O et tests de féminité : "Les sportives au 21e siècle sont toujours sommées de faire la preuve de leur sexe", Sciences et Avenir, 2 août 2012 (consulté le 2 août 2024).
- Anaïs Bohuon, entretien radiophonique, Le test de féminité (audio), Zoom zoom zen, France Inter, 21 mai 2024 (consulté le 2 août 2024).